# Szlak Kłeckich Świątyń
Szlak Kłeckich Świątyń – szlak turystyczny w Polsce, przebiegający przez województwo wielkopolskie, na terenie miasta Kłecko stworzony przez Dawida Junga i Bartosza Borowiaka.

## Założenia szlaku
Szlak pokazuje wielokulturowy wymiar Kłecka. Na szlaku znajdują się istniejące oraz zniszczone podczas wojen kłeckie świątynie katolików, żydów i ewangelików. Każdy przystanek oznakowany jest tablicą informacyjną opisującą daną świątynię, najważniejsze wydarzenia historyczne, postacie i kłeckie legendy.
Patronat nad szlakiem objęli marszałek województwa wielkopolskiego, starosta gnieźnieński oraz organizacja turystyczna „Szlak Piastowski”. Szlak powstał przy współpracy z ks. kanonikiem Mirosławem Kędzierskim.

## Przebieg szlaku
| Odległość | Atrakcje                                            | Obiekty |
| --------- | --------------------------------------------------- | --- |
| 0,0 km    | kościół · zabytek · hotel · drzewo · punkt widokowy | Kościół Świętego Jerzego i Świętej Jadwigi – zabytek późnogotycki z ołtarzem głównym Mateusza Kossiota. Kościół wzniósł Marcin z Kłecka, w farze za czasów I Rzeczypospolitej uroczystą przysięgę składali starostowie kłeccy. Budynek posiada wieżę (z zabytkowym zegarem) wysoką na 38,4 m, która jest najwyższym w mieście punktem widokowym dla turystów. Na murach kościelnych znajdują się tzw. dołki kuliste, które według miejscowej legendy za pokutę językiem wydrążyły kobiety-plotkarki. Przy zabytkowym obiekcie znajduje się ogród plebański, dawne mury przykościelnego cmentarza. Otoczenie przystosowane jest dla turystów (m.in. stanowiska dla rowerów, toaleta, około 40 m na rynku przystanek autobusowy i miejsca noclegowe).        |
| 0,15 km   | zabytek judaizmu · cmentarz żydowski                | Synagoga – miejsce po kłeckiej synagodze rozebranej w 1943 r. przez hitlerowców. Obok synagogi znajdował się budynek pogrzebowy zarządzany przez kłecki kahał, skąd wyruszała karawana na cmentarz żydowski w Kłecku. Na tablicy umieszczona jest historia żydów kłeckich, demografia oraz „Legenda o cynowym kubeczku”. |
| 0,25 km   | zabytek · miejsce kultu · pomnik przyrody           | Kościół Świętego Ducha – miejsce po średniowiecznym kościele z drewna zniszczonym podczas II wojny, przy którym zachował się zabytkowy budynek zarządcy kościoła przyszpitalnego z 1790 r. Tablica informacyjna wraz z legendami znajduje się między pamiątkowym krzyżem a pomnikiem przyrody, dębem „Zawisza”. W odległości 40 m miejskie tereny rekreacji sportowej. |
| 0,4 km    | kaplica · pomnik · drzewo                           | Kaplica cmentarna, kłecka nekropolia – cmentarz katolicki założony pod koniec XVIII wieku, na którym najstarsze zachowane pomniki oraz rzeźby sztuki sepulkralnej pochodzą z początku XIX wieku. Na cmentarzu pochowany został m.in. Józef Dydyński oraz powstańcy wielkopolscy, którym kłecczanie wystawili pomnik w okresie międzywojennym. W kaplicy do niedawna przechowywany był renesansowy obraz św. Marcina. |
| 0,3 km    | zabytek · drzewo                                    | Kościół ewangelicki – miejsce po budynku wzniesionym przez ewangelików w 1863 r., przy którym zachowała się zabytkowa pastorówka. W pobliżu tablicy informacyjnej stanowiska dla rowerów, UM Kłecko oraz zejście na promenadę. |
| 0,4 km    | hotel · pomnik                                      | Kościół Świętego Krzyża i Marcina – miejsce po renesansowym kościele kłeckich cechów rzemieślniczych, który spłonął w 1811 r. (obecnie kamieniczki przy rynku z przełomu XVIII i XIX wieku). Część ocalałych z pożaru rzeźb z kościoła znajduje się w kłeckiej farze. W pobliżu przystanek autobusowy, sklepy, restauracje i pensjonat. |
| 1,5 km    | zabytek · ruiny · grodzisko · miejsce bitwy         | Kościół Świętej Barbary – miejsce po drewnianym kościele wzniesionym przed 1616 r. na dawnym grodzisku z IX wieku. Grodzisko wpisane jest na rejestr zabytków archeologicznych województwa wielkopolskiego. Gród w IX i X w. był siedzibą monarchy, a w Kłecku, jak podaje Jan Długosz, w 1002 r. odbywały się „starożytne targowiska”. Albrecht z Kłecka (komes) kierował obroną grodu i książęcego zamku w bitwie pod Kłeckiem w 1313 r. Ruiny kamienne, według prof. Witolda Hensla są pozostałością po kłeckim zamku. Na tablicy informacyjnej znajduje się opisana historia kościółka rozebranego w 1788 r. oraz legendy. W pobliżu ogrodzonego grodziska znajduje się przystanek autobusowy, stadion miejski, rzeka na szlaku kajakowym oraz marina. |